# Bot
Bot je skraćeni naziv za robota, u značenju računalnog programa koji se izvršava samostalno.
Botovi često uključuju elemente umjetne inteligencije. U internetskom okruženju pod tim se pojmom podrazumijevaju softverski agenti koji interagiraju s mrežnim servisima namijenjenim ljudima kao da su i oni sami ljudi. Najčešće se primjenjuju za prikupljanje informacija, kada se obično nazivaju programima za indeksiranje web-stranica, puzačima (od crawler) ili paucima (od web spider). 
Neki botovi mogu komunicirati s ljudima putem takvih standardnih internetskih servisa kao što su servisi čavrljanja ili trenutne razmjene obavijesti.
Primjer takvih botova su roboti za čavrljanje kojima ljudi mogu postavljati pitanja iskazana u prirodnom jeziku, najčešće engleskom, i dobivati pisane i verbalne odgovore. U praksi, takvi se roboti koriste za odgovaranje na pitanja o vremenskoj prognozi, o sportskim rezultatima, o poštanskim ili telefonskim brojevima, o tečajevima valuta, o voznim redovima ili redovima letenja, itd.
Koriste se i u elektroničkom poslovanju kada po zahtjevu korisnika prikupljaju informacije o nuđenim proizvodima i uslugama određene vrste, uspoređuju cijene i uvjete prodaje, najma ili isporuke, pronalaze optimalne kombinacije proizvoda i/ili usluga, primjerice, u industriji putovanja i u turizmu, pronalaze Web stranice s posebnim ponudama, itd.
Značajna im je i uporaba i u obrazovanju, kada mogu preuzeti ulogu instruktora ili ispitivača, te u računalnim igrama gdje oponašaju protivnika igraču čovjeku. Dobro poznati primjer takvih promjena je računalni šah.

### Stranački bot (bivša Jugoslavija)
U prenesenom značenju jer djelovanjem podsjećaju na softverskog robota, „stranačkim botovima” se u zemljama bivše Jugoslavije nazivaju članovi političkih stranaka (obično oni nižerazredni) koji za malu nadoknadu kucaju afirmativne komentare u korist svoje partije ili njenog lidera na onim web-portalima koji koriste antibot stopke. Ovakve aktivnosti su najizraženije tijekom predizbornih kampanja. „Stranačko botovanje”, pored kucanja afirmativnih komentara, uključuje i umjetni utjecaj na odnos ocjena ispod komentara („pluseva” i „minusa”), tako što jedna osoba više puta ocjeni isti komentar uz pomoć softvera za skrivanje korisnikove prave IP adrese. Iako političke stranke odbijaju priznati ovakve aktivnosti, one se najčešće pripisuju vladajućim i najvećim opozicijskim strankama.